# .gt
Pour les articles homonymes, voir GT.

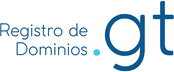
Logo de .gt

.gt est le domaine de premier niveau national (country code top level domain : ccTLD) réservé au Guatemala.